# Tibouchina reticulata
Tibouchina reticulata är en tvåhjärtbladig växtart som beskrevs av Célestin Alfred Cogniaux. Tibouchina reticulata ingår i släktet Tibouchina och familjen Melastomataceae. Inga underarter finns listade i Catalogue of Life.